# World Archery Asia
La World Archery Asia (WAA), anciennement Asian Archery Federation est l’une des cinq organisations intercontinentales de la World Archery Federation, elle regroupe 35 fédérations de tir à l’arc en Asie. La tâche principale est de promouvoir le tir à l'arc et d'assister la World Archery dans la gestion du tir à l'arc asiatique, y compris l'organisation des championnats de tir à l'arc asiatiques, la formation d'arbitres et d'entraîneurs.

## Organisation
Le plus haut pouvoir exécutif de l'Asian Archery Federation est le Congrès de l'AAF, qui a lieu pendant les championnats d'Asie de tir à l'arc et qui est présidé par le secrétaire général et le conseil. Chaque membre est élu par l’Assemblée générale pour un mandat de quatre ans. Le président actuel est le coréen Euisun Chung. 

### Dirigeants
- Président : 
  - Euisun Chung ( Corée du Sud)

- Vice-président : 
  - Maj Baharuddin Jamil ( Malaisie)
  - Sanguan Kosavinta ( Thaïlande)
  - Paresh Nath Mukherjee ( Inde)

- Membres du conseil : 
  - Karim Safaei ( Iran)
  - Almaz Murzabekov ( Kazakhstan)
  - Guo Bei ( Chine)
  - Khin Shwe ( Birmanie)
  - Saad M. Ahmed ( Irak)

- Trésorier : 
  - Kotaro Hata ( Japon)

- Secrétaire général : 
  - Sung-ho Um ( Corée du Sud)

- Secrétaire général adjoint : 
  - Woong Hur ( Corée du Sud)

### Fédérations affiliées
Les membres de la fédération sont les organisations de tir à l’arc de pays ou territoires asiatiques suivantes :
| Pays            | Fédération                                                                            |
| --------------- | ------------------------------------------------------------------------------------- |
| Arabie saoudite | Fédération d'Arabie saoudite de tir et de tir à l'arc                                 |
| Bangladesh      | Fédération de tir à l'arc du Bangladesh                                               |
| Bhoutan         | Fédération bhoutanaise de tir à l'arc                                                 |
| Cambodge        | Fédération cambodgienne de tir à l'arc                                                |
| Chine           | Fédération de tir à l'arc de la république populaire de Chine                         |
| Corée du Nord   | Fédération nord-coréenne de tir à l'arc                                               |
| Corée du Sud    | Fédération sud-coréenne de tir à l'arc                                                |
| Hong Kong       | Fédération de tir à l'arc de Hong Kong                                                |
| Indonésie       | Fédération indonésienne de tir à l'arc                                                |
| Inde            | Association de tir à l'arc d'Inde                                                     |
| Iran            | Fédération iranienne de tir à l'arc                                                   |
| Irak            | Fédération irakienne de tir à l'arc                                                   |
| Japon           | Fédération japonaise de tir à l'arc                                                   |
| Kazakhstan      | Fédération de tir à l'arc, d'arbalète et de fléchettes de la république du Kazakhstan |
| Kirghizistan    | Fédération de tir à l'arc du Kirghizistan                                             |
| Laos            | Fédération de tir à l'arc du Laos                                                     |
| Macao           | Fédération de tir à l'arc de Macao                                                    |
| Malaisie        | Fédération malaisienne de tir à l'arc                                                 |
| Mongolie        | Fédération mongole de tir à l'arc                                                     |
| Birmanie        | Fédération de tir à l'arc de Myanmar                                                  |
| Népal           | Fédération de tir à l'arc du Népal                                                    |
| Ouzbékistan     | Fédération de tir à l'arc de la république d'Ouzbékistan                              |
| Pakistan        | Fédération pakistanaise de tir à l'arc                                                |
| Philippines     | World Archery Philippines                                                             |
| Qatar           | Fédération de tir et de tir à l'arc du Qatar                                          |
| Singapour       | Fédération singapourienne de tir à l'arc                                              |
| Sri Lanka       | Fédération de tir à l'arc du Sri Lanka                                                |
| Syrie           | Fédération syrienne de tir à l'arc                                                    |
| Taïwan          | Fédération taïwanaise de tir à l'arc                                                  |
| Thaïlande       | Association nationale de tir à l'arc de Thaïlande                                     |
| Tadjikistan     | Fédération de tir à l'arc du Tadjikistan                                              |
| Turkménistan    | Fédération de sport de tir du Turkménistan                                            |
| Viêt Nam        | Fédération vietnamienne de tir à l'arc                                                |